# Râul Valea lui Nailat
Râul Valea lui Nailat este un curs de apă, afluent al râului Sălăuța. 